# Myliusia
Myliusia is een geslacht van sponsdieren uit de klasse van de Hexactinellida.

## Soorten
- Myliusia callocyathus Gray, 1859
- Myliusia challengeri Reiswig & Wheeler, 2002
- Myliusia conica (Schmidt, 1880)
- Myliusia verrucosa Ijima, 1927